# 西西里晚祷
西西里晚祷（義大利語：Vespri Siciliani）是一場發生在1282年的西西里島，反對安茹王朝的西西里國王查理一世對當地統治的起義。這場起事的主因，是查理一世1266年在教皇國的支持下攻占了西西里島。起事直接導致了西西里晚禱戰爭的爆發。

## 誘因

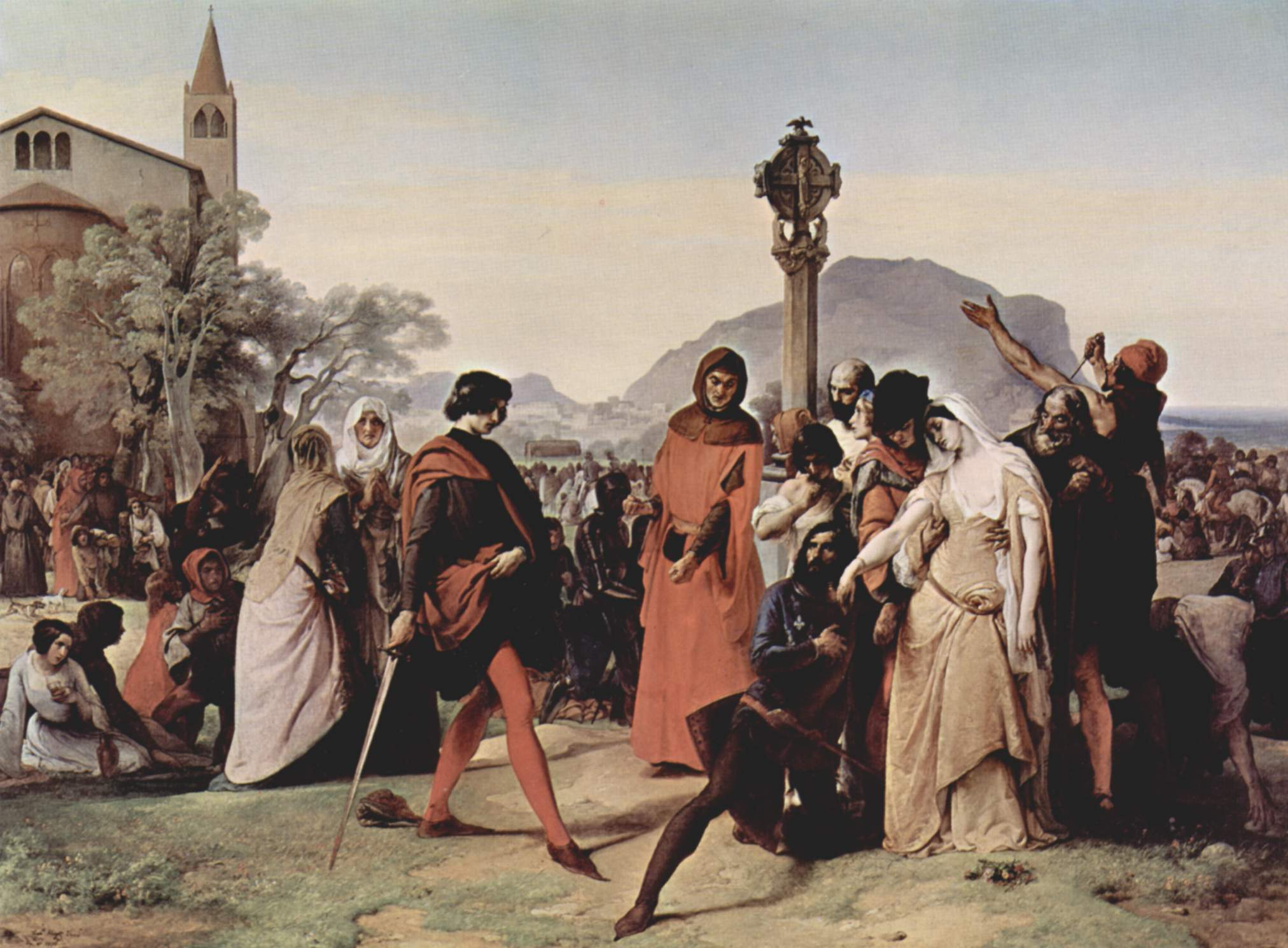
弗朗西斯科·哈耶兹筆下的西西里晚禱(1846)

這場起事可以說是統治神聖羅馬帝國的霍亨斯陶芬王室和羅馬教廷之間敘任權之爭的延續。霍亨斯陶芬王室的曼弗雷迪及康拉丁叔侄被親教皇的法軍擊敗後，教皇烏爾巴諾四世將整個西西里王國交給法王路易九世之弟—安茹的查理管治，是為西西里王查理一世。
查理視西西里王國領地為自己侵略地中海沿岸地区的跳板，而當中推翻拜占庭皇帝米海尔八世也是他的陰謀之一。但在他麾下的法籍官吏，在西西里的管理不但乏善可陳，官員搶劫、謀殺甚至強姦當地人的事件時有發生。

## 背後動機

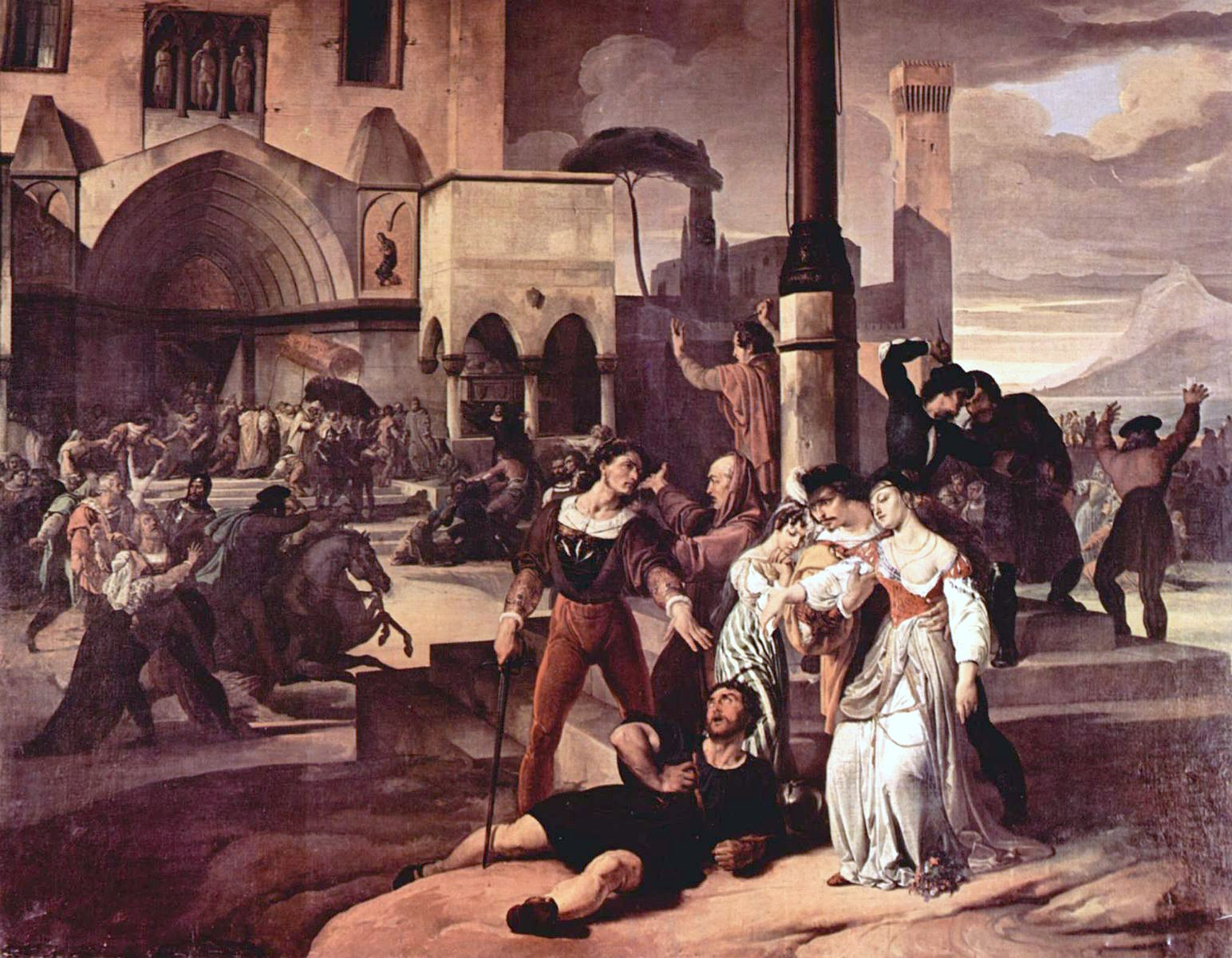
弗朗西斯科·哈耶兹筆下的西西里晚禱(1846)

對於起事背后是否有西西里島居民以外的國家勢力策動，至今一直無法釐清。一部分觀點認為，事件是前西西里国王曼弗雷德的女婿，阿拉贡王国國王佩德罗三世和拜占庭皇帝米海尔八世合謀的：前者為了取回岳父的王位；後者便要阻止法國和羅馬教廷的勢力入侵地中海和拜占庭領地。
另一部分人則強調查理一世和其法籍部下不得人心的管治。這個說法在意大利統一運動過後獲得更多人的認可，可能是由這一時期著名的愛國學者米開爾·阿馬利對此說法的宣揚，有莫大關係。

## 經過

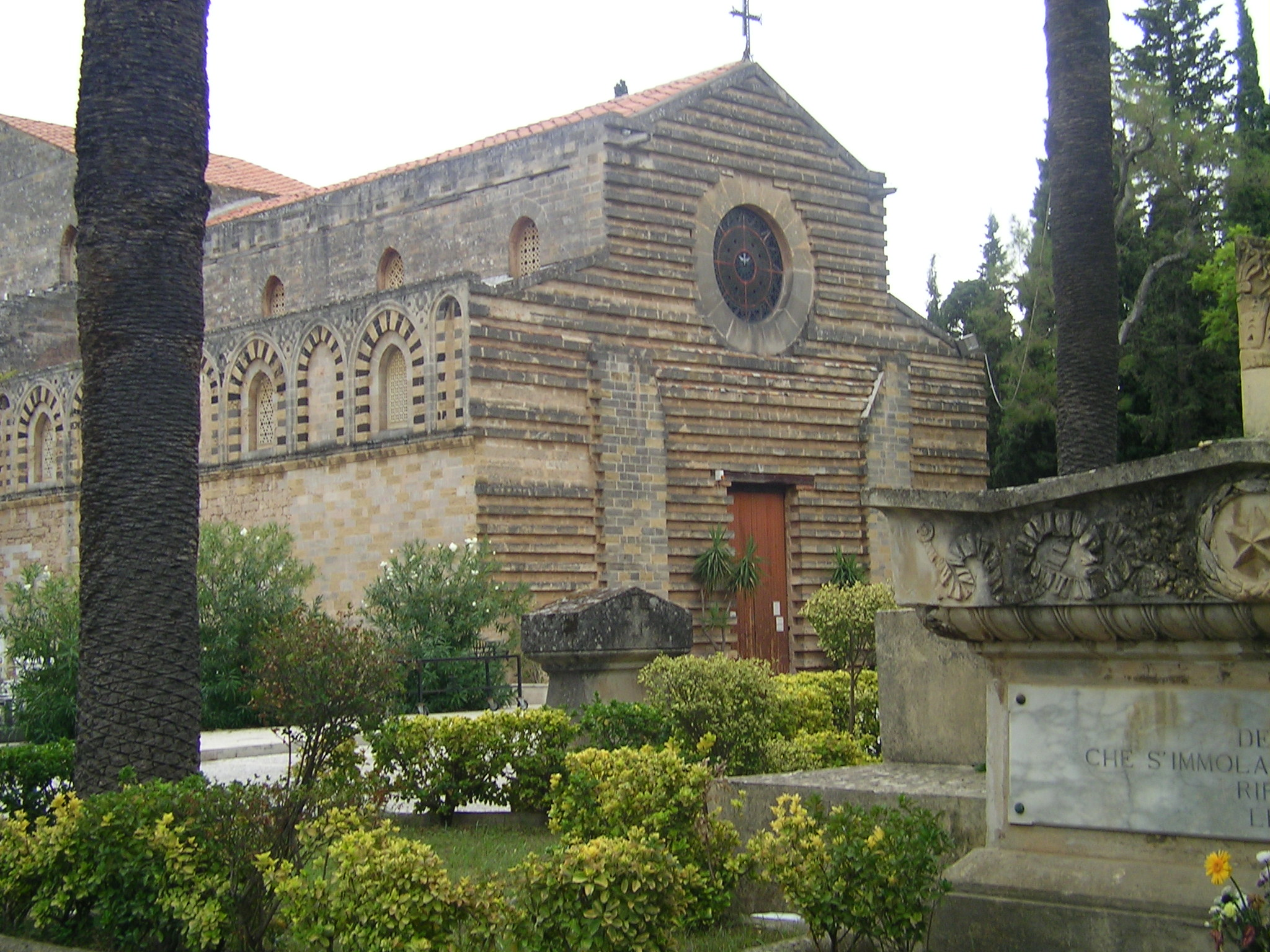
巴勒莫的圣神教堂

這場起事得名於其爆發的時刻和地點，1282年3月30日，復活節星期一晚禱時分的西西里島巴勒莫圣神教堂（意大利语：Chiesa dello Spirito Santo）門外。在此後的六個星期裡，西西里島上數以千計的法籍居民被屠殺。對於這次起事確切的導火索，卻是無法確定，眾說紛紜，但皆包含若干共同元素。
根據英國歷史學家史蒂芬·倫西曼爵士的考究，當地人在參加復活節的慶祝活動，一眾法國軍人和官吏加入並開始飲酒。期間一位名叫德鲁埃(Drouet)的法國軍官將一名已婚年輕婦人從人群中拉出，並當眾侵犯了她。婦人的丈夫其後用刀襲擊並殺死了這名軍官。一眾法國軍士企圖為德魯埃復仇，但卻先被人群中的當地人全部殺害。正在此時，四週鐘聲大鳴——巴勒莫全市的教堂皆響起了晚禱的鐘聲。
但根據文藝復興時期佛羅倫薩學者李奧納度·布倫尼在1416年時的說法，巴勒莫居民在城郊慶祝復活節，突然一群法國軍士上前要求檢查人群中是否有人夾帶武器。一部分法軍士兵藉機撫摸人群中部分婦女的胸部。這行徑激起了在場人士的不滿，當地人首先以石塊襲擊法軍，接着紛紛以武器攻擊甚至殺死所見到的法國人。這則新聞傳遍了整個西西里島，導致全島各地皆有發生屠殺法國人的事件，特別是針對法國統治階級的襲擊。
巴勒莫當地的工匠，設立了臨時公社，作為起事期間管理市政的機構。很快科尔莱奥内等鄰近城鎮紛紛成立類似的公社。在起事期間，這些公社組成了城邦聯盟，暫時管治西西里島。但這些公社都是支持甚至鼓勵對法國人的屠殺，因此這個時期西西里島上可謂是一片腥風血雨。島上只有墨西拿這個城鎮依然忠於查理一世。

## 結果
阿拉貢國王佩德罗三世乘機入侵了西西里島，阿拉貢軍隊在1282年9月2日確立了在西西里島的統治。佩徳羅三世自此兼任西西里國王，是為西西里王彼得罗一世。
查理一世維持了對亞平寧半島部分領土，建立為那不勒斯王國。而其後裔也一直固守這一部分，並和佩德羅三世的後裔展開了對西西里王國控制權的爭奪，也就是西西里晚禱戰爭。雙方曾於1302年達成和解，但很快有戰端又起，整個西西里王國的領地直到1442年才再次被阿拉貢人統一。

## 文化影響
- 朱塞佩·威尔第最受樂界好評的歌劇作品——《西西里晚祷》(Les vêpres siciliennes)，便是以這場起事為故事背景。

## 轶事
- 1594年，法王亨利四世在跟西班牙駐法大使进行和谈时威胁说，如果西班牙不答应他提出的条件，法军将轻而易举地入侵西班牙王室在意大利的领地，并在提到法軍進軍将如何神速時炫耀地說到自己會“在米蘭吃早餐，在羅馬吃晚餐”。但西班牙大使半諷刺半恐嚇地回應：“現在，若果陛下所言非虛，陛下絕對趕得及在晚飯後準時到達西西里做晚禱。”
- 18世紀末，拿破崙在意大利戰爭中和奧地利帝國軍對峙期間，因威尼斯共和國表示中立但實際上偏向支持奧地利並暗中鼓動民間團體反法的行動，批評威尼斯是企圖復興第二次的西西里晚禱。
- 在現代意義而言，1931年9月10日一場關於西西里黑手黨的紛爭，也被稱為西西里晚禱。當晚著名幫派分子幸運的卢奇亚诺(Lucky Luciano)下令殺害了若干分別效忠於薩瓦托·馬然贊諾(Salvatore Maranzano)和約瑟夫·馬瑟利亞(Joseph Masseria)兩派的黑手黨成員，最終導致兩派在紐約市爆發仇殺。
- 一對在西西里島出生的兄弟，大衛和弗朗西斯·利佛吉亞托曾組建一對名為西西里晚禱的樂隊，不過很快淡出樂壇[4][5]。

## 備注
1. ↑  Crowe The History of France Vol1, pp.287
2. ↑  Possien Les Vêpres siciliennes, ou Histoire de l'Italie au XIIIe siècle, pp.123
3. ↑  World Statesmen.org （页面存档备份，存于）資料
4. ↑  . AllMusic.   [2022-10-18]. （原始内容存档于2022-10-19） （英语）.
5. ↑  . CD Baby.   [2022-10-18]. （原始内容存档于2007-10-17）.